# الكهف الكبير
الكهف الكبير هو بركان درعي صغير يقع في شمال كاليفورنيا في إقليم الشمال الغربي الهادئ. مع ارتفاع مدرج إما على 4،130 قدم (1،260 م) أو 4،131 قدم (1،259 م)، فهو نتاج اندساس لعدة صفائح تكتونية تحت صفيحة أمريكا الشمالية، والتي تستمر بمعدل 4 سم (1.6 بوصة) كل عام.